# Pollia
Genre
Synonymes
- Aclisia E. Mey. ex C. Presl[2]
- sous-genre Buccinum (Pollia)[3]
- sous-genre Cantharus (Tritonidea) Swainson, 1840[3]
- Lamprocarpus Blume[2]
- genre Tritonidea Swainson, 1840[3]

Pollia est un genre de mollusques gastéropodes marins, de la famille des Pisaniidae (ou des Buccinidae sous-famille des Pisaniinae selon les classifications).

## Liste des espèces
Selon World Register of Marine Species (23 novembre 2020) :
- Pollia bednalli (G. B. Sowerby, 1895)
- Pollia crenulata (Röding, 1798)
- Pollia delicata (E. A. Smith, 1899)
- Pollia fumosa (Dillwyn, 1817)
- Pollia fuscopicta (G. B. Sowerby, 1905)
- Pollia imprimelata Fraussen & Rosado, 2011
- Pollia krauseri Tröndlé, 2013
- Pollia mirabelmaxcencei Cossignani, 2017
- Pollia mollis (Gould, 1860)
- Pollia mondolonii Fraussen, 2012
- Pollia pellita Vermeij & Bouchet, 1998
- Pollia rawsoni (Melvill, 1897)
- Pollia rubens (Küster, 1858)
- Pollia rubiginosa (Reeve, 1846)
- Pollia sowerbyana (Melvill & Standen, 1903)
- Pollia subcostata (Krauss, 1848)
- Pollia subrubiginosa (E. A. Smith, 1879)
- Pollia undosa (Linnaeus, 1758)
- Pollia vermeuleni (Knudsen, 1980)
- Pollia wagneri (Anton, 1838)
- Pollia wrightae (Cernohorsky, 1974)

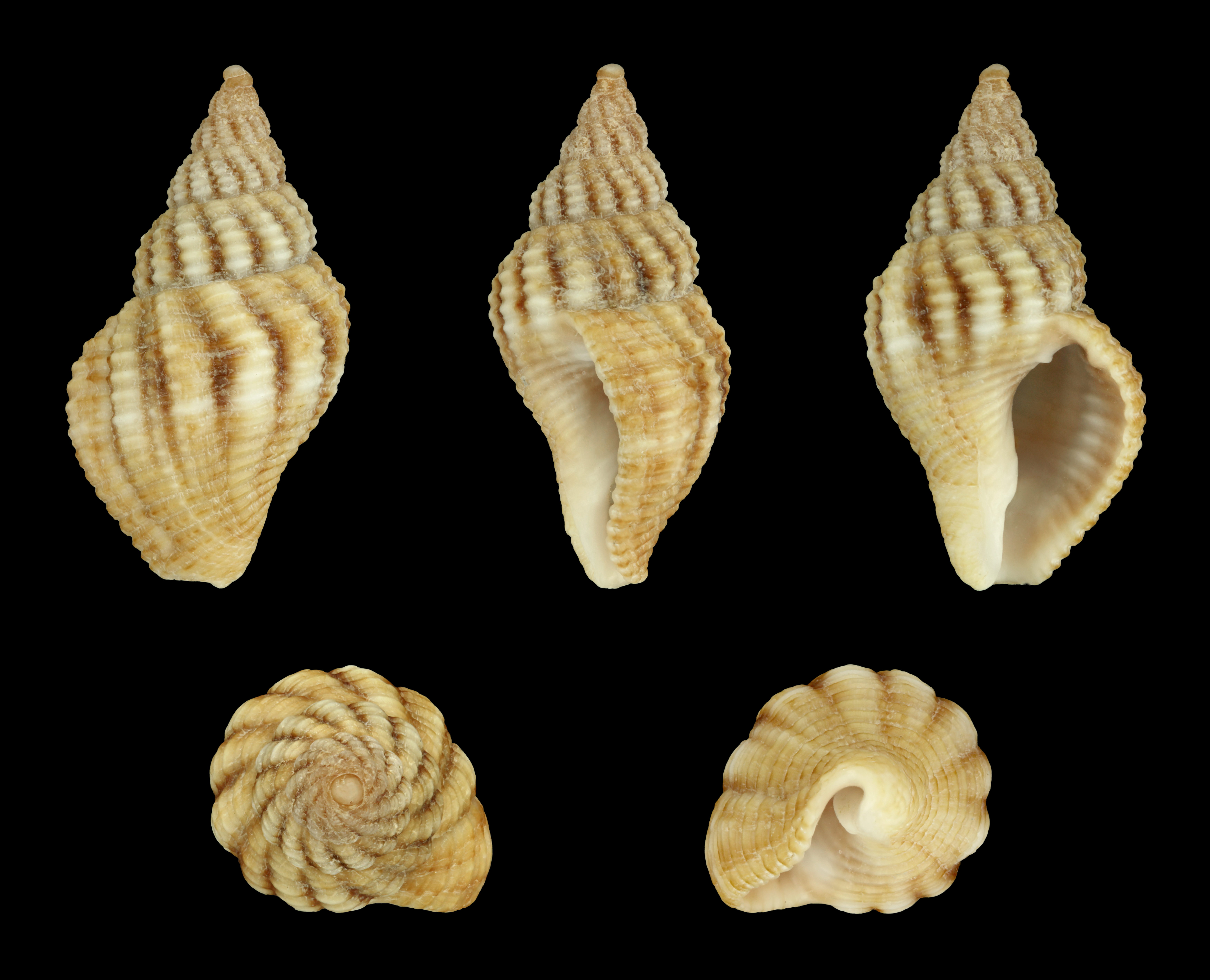
Pollia assimilis
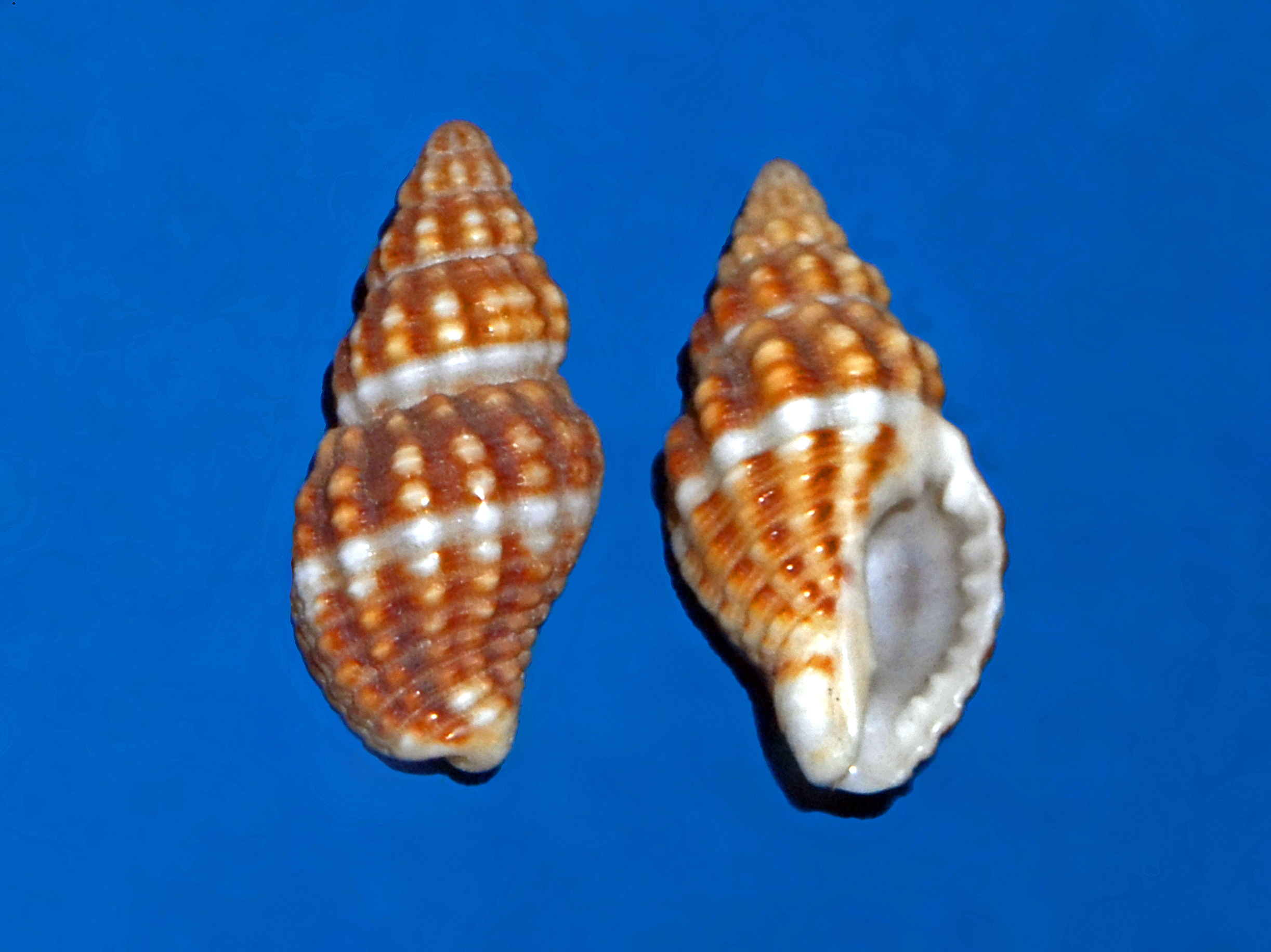
Pollia dorbignyi
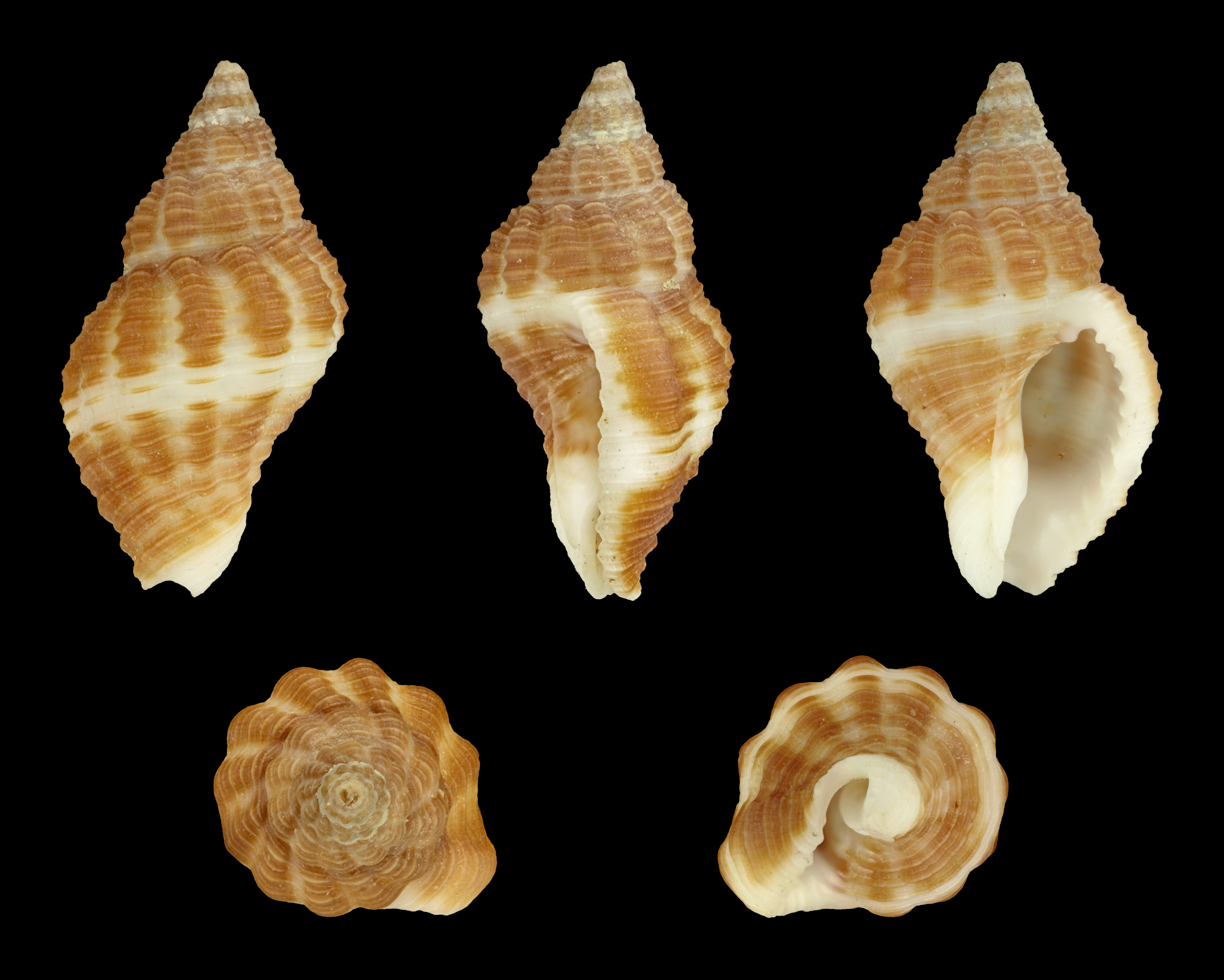
Pollia fumosa
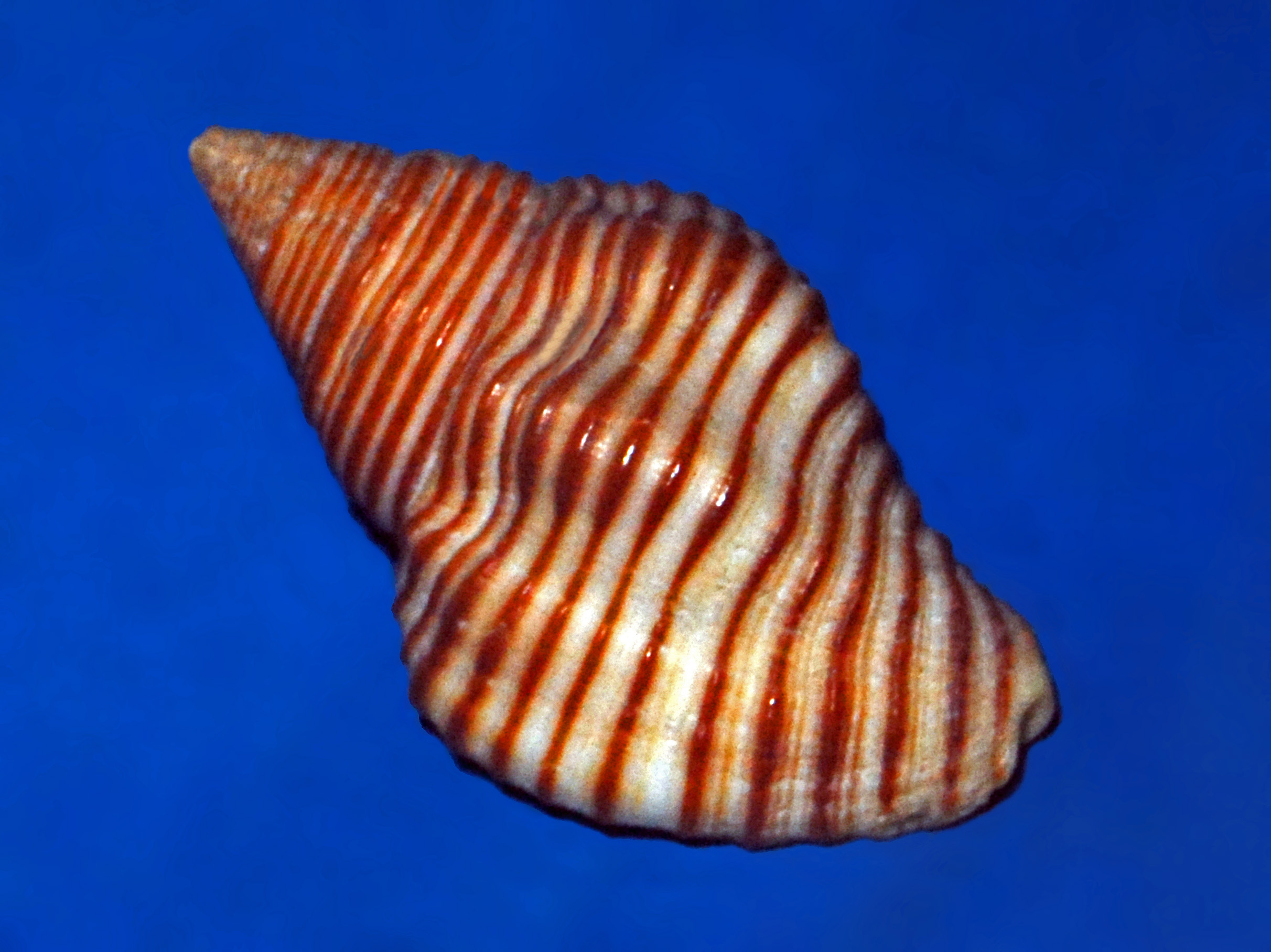
Pollia undosa